# Joan Marshall
Joan Marshall, geboren als Joan Schrepfermann (* 19. Juni 1931 in Chicago, Illinois; † 28. Juni 1992 auf Jamaika) war eine US-amerikanische Schauspielerin.

## Leben
Joan Marshall litt als Kind unter Poliomyelitis, die sich in einer zeitweiligen Lähmung auswirkte. Dennoch schaffte sie es, bereits in jungen Jahren als Tänzerin zu arbeiten, zunächst in Chicago, später in Las Vegas. 1945 debütierte sie in einer kleinen Rolle in dem Film The Chicago Kid. In den 1950er und 1960er Jahren trat sie in einer Reihe von Fernsehserien auf, darunter Rauchende Colts, 77 Sunset Strip, Raumschiff Enterprise, Bonanza und Tennisschläger und Kanonen. 1964 spielte sie in einem nicht ausgestrahlten Pilotfilm der Serie The Munsters die Rolle von Herman Munsters Frau Phoebe (später: Lily). Kurz darauf wurde Joan Marshall durch Yvonne De Carlo ersetzt.
Ihren bekanntesten Kinofilmauftritt absolvierte sie unter dem Namen Jean Arless in William Castles Thriller Mörderisch (1961). Nach einem Kurzauftritt in dem Film Shampoo (1975) beendete sie ihre Schauspielerkarriere.
Joan Marshall war mehrfach verheiratet, von 1969 bis 1971 in zweiter (laut Autor Nick Dawson in dritter) Ehe mit dem Regisseur Hal Ashby. Sie hatte zwei Kinder, Sheri und Stephen; letzterer starb 1972 im Alter von 22 Jahren.

## Filmografie (Auswahl)
- 1945: The Chicago Kid
- 1957: Alcoa Theatre (Fernsehserie, 1 Folge)
- 1958: Have Gun – Will Travel (Fernsehserie, 1 Folge)
- 1958: Live Fast, Die Young
- 1958: Mike Hammer (Fernsehserie, 1 Folge)
- 1958: Wenn man Millionär wär (The Millionaire, Fernsehserie, 1 Folge)
- 1958: Target (Fernsehserie, 1 Folge)
- 1958: Alarm im Hafen (Harbor Command, Fernsehserie, 1 Folge)
- 1958: Wilder Westen Arizona (Tombstone Territory, Fernsehserie, 1 Folge)
- 1958: Streifenwagen 2150 (Highway Patrol, Fernsehserie, 1 Folge)
- 1958: Bat Masterson (Fernsehserie, 1 Folge)
- 1958: The Rough Riders (Fernsehserie, 1 Folge)
- 1958–1961: Maverick (Fernsehserie, 2 Folgen)
- 1959: Bold Venture (Fernsehserie, 45 Folgen)
- 1960: Dezernat 'M' (M Squad, Fernsehserie, 1 Folge)
- 1960: Menschen im Weltraum (Men Into Space, Fernsehserie, 1 Folge)
- 1960: Lawman (Fernsehserie, 1 Folge)
- 1960: New Orleans, Bourbon Street (Bourbon Street Beat, Fernsehserie, 1 Folge)
- 1960: Hennesey (Fernsehserie, 1 Folge)
- 1960–1961: Dante (Fernsehserie, 1 Folge)
- 1960–1961: Bronco (Fernsehserie, 3 Folgen)
- 1960–1962: Surfside 6 (Fernsehserie, 3 Folgen)
- 1960–1962: 77 Sunset Strip (Fernsehserie, 2 Folgen)
- 1960–1963: Hawaiian Eye (Fernsehserie, 3 Folgen)
- 1961: Ein Fall für Michael Shayne (Michael Shayne, Fernsehserie, 1 Folge)
- 1961: Wells Fargo (Fernsehserie, 1 Folge)
- 1961: Kein Fall für FBI (The Detectives, Fernsehserie, 2 Folgen)
- 1961: Es geschah in den Zwanzigern (The Roaring 20's, Fernsehserie, 2 Folgen)
- 1961: Mörderisch (Homicidal)
- 1962: Unglaubliche Geschichten (The Twilight Zone, Fernsehserie, 1 Folge)
- 1962: Unter heißem Himmel (Follow the Sun, Fernsehserie, 1 Folge)
- 1962: Rauchende Colts (Gunsmoke, Fernsehserie, 1 Folge)
- 1962: Alcoa Premiere (Fernsehserie, 1 Folge)
- 1963: Sandra und der Doktor (Tammy and the Doctor)
- 1963–1964: Jack Benny-Show (The Jack Benny Program, Fernsehserie, 2 Folgen)
- 1964: Petticoat Junction (Fernsehserie, 1 Folge)
- 1964: Looking for Love
- 1964: Ich wär’ so gerne verliebt (Looking for Love)
- 1965: FBI (Fernsehserie, 1 Folge)
- 1966: Laredo (Fernsehserie, 1 Folge)
- 1966: Stationsarzt Dr. Kildare (Dr. Kildare, Fernsehserie, 2 Folgen)
- 1967: The Road West (Fernsehserie, 1 Folge)
- 1967: Raumschiff Enterprise (Star Trek, Fernsehserie, 1 Folge)
- 1967: Tennisschläger und Kanonen (I Spy, Fernsehserie, 1 Folge)
- 1967: Bonanza (Fernsehserie, 1 Folge)
- 1967: Der glücklichste Millionär (The Happiest Millionaire)
- 1968: Der Hengst im grauen Flanellanzug (The Horse in the Gray Flannel Suit)
- 1969: The Great Sex War
- 1970: Der Hausbesitzer (The Landlord)
- 1975: Shampoo
- 2004: Die Munsters (The Munsters, Fernsehserie, Pilotepisode von 1964)